# 松型驱逐舰
| 松型（丁型）驱逐舰     | 松型（丁型）驱逐舰 |
| ---------------------- | --- |
| 竣工时的松型驱逐舰“桃” | |
| 战后的橘型驱逐舰“初樱” | |
| 舰级概况               | |
| 舰种                   | 一等驱逐舰 |
| 舰名                   | 草木的名字 |
| 前级                   | 岛风型 |
| 次级                   | - |
| 技术数据 (松型/橘型)   | |
| 排水量                 | 基准：1,262吨/1,350英噸 公试：1,530吨/1,580吨                                                                                            |
| 全长                   | 100.00公尺 |
| 全宽                   | 9.35公尺 |
| 吃水                   | 常备：3.30公尺/3.40公尺 |
| 动力                   | 号舰本式重油锅炉2座+ 舰本式蒸汽涡轮主机2座2轴                                                                                            |
| 最大功率               | 19,000马力 |
| 最大航速               | 27.8节 |
| 续航距离               | 3,500浬（18节） |
| 燃料                   | 重油：370吨 |
| 乘员                   | 211名 |
| 装备                   | |
| 计划时：               | 1座联装八九式127公厘高射炮，同单装1座 4座三联装九六式25毫米高射機炮，同单装8座 1座61厘米4联装九三式魚雷发射管（无预备鱼雷） 二式深弹36枚 |
| 椿新造时： (1944年)    | 1座联装12.7厘米高射砲，同单装1座 4座三联装25毫米高射机炮，同单装12座 1座61厘米4联装鱼雷发射管（无预备鱼雷） 二式深弹36枚                 |

松型驅逐艦（官方文件中称为丁型驅逐艦）是太平洋战争中大日本帝国海軍从1944年（昭和19年）起建造的战时量产型驱逐舰，被分類為一等驅逐艦。它和第一代神風型驅逐艦并列成为日本海軍建造量最多（32隻）和建造天数最少（約5个月）的驱逐舰。也是帝国海军的最后一种量产驅逐艦。
从橘号以后，本級艦又有被區分成橘型／改松型／松型改／改丁型／丁型改等，但是在帝國海軍的艦艇類型等級標中只有松型、橘型兩種類別，如果是艦型表中則全部列為松型驅逐艦。

## 概要
日本帝國海軍在大正天皇時代尚有二等驅逐艦這個類別的軍艦，但是在華盛頓海軍條約規範驅逐艦噸位，由用兵想定需要大量可遠航驅逐艦構成水雷戰隊，二等驅逐艦這個級距的軍艦就逐漸消失，帝國海軍在1941年開戰前，驅逐艦隊幾乎全部都已經是噸位較大且火力頂尖的艦隊型驅逐艦構成。
1942年（昭和17年）的瓜達爾卡納爾島戰役中因島上戰場陷入膠著，加上制空權不在日軍手上，逼使日軍大規模運用高速驅逐艦利用夜色掩護執行運補任務，這個稱之為東京快車的任務主要使用原本作為艦隊決戰的一線戰力：艦隊型驅逐艦。但在運補任務每每有作戰損失，同噸位級別的艦隊型驅逐艦，包括“夕雲型”、“秋月型”建造速度不足以彌補耗損，尤其在美軍逐漸掌握南太平洋制空權後，驅逐艦執行任務的安全性日趨堪慮；且帝國海軍在開戰初期幾波交火後，始察覺除秋月級外的現役驅逐艦損管設計上有著無可挽回的缺陷，就是鍋爐室、輪機室艙間配置不良。日軍當時除1941年才動工的秋月級驅逐艦外，在1930年代完成設計的陽炎級、夕雲級等主力現役驅逐艦種均採輪機單一艙間配置；就是鍋爐室放置了所有鍋爐、輪機室放置所有引擎，只要當中任何一個船段戰損進水，整艘船動力系統就通通報銷。
日本海軍在1942年底決定設計一款構造較簡單，改進防禦配置缺陷；主要用於艦隊船隊補給、護航，以防空與反潛為設計重點的驅逐艦，也就是松級。1942年12月7日成案時，艦政本部以特型驅逐艦（夕雲級・朝潮級・白露級）為基礎設計了A-C案；12月19日時，以「睦月級」・「鴻級」為基礎勾勒D-F案；12月27日，彙整了各單位收斂構想推出G-I案。松級的基礎設計從1943年2月在海軍艦政本部內以「基本計畫番號『F55』假稱第5481號型艦」的項目開始在繪圖板上繪製。
A-C案的構想與快速造艦構想牴觸，因此很快地就被撤除；D-F案除了確定以睦月級艦體為基礎設計架構外，也再度否決了過於複雜的技術項目，像量產技術較為複雜的秋月級用蒸氣渦輪主機及8公分高射炮；在G案之後則是確立了主機型號，雖然秋月級的鍋爐輸出足夠，但是單軸推進生存性堪慮，最終以鴻級魚雷艦的整套主機設計配套、H案原本是定案稿，但是在流體力學測試時判斷延長艦艉段1公尺、減少艦寬對減少阻力較為有利；這個設計後來稱為I案，但是最終還是以H案微修採納部分I案艦體細節設計作為新驅逐艦草稿。
| 計畫項目 | 水線長  | 最大船寬 | 基準排水量 | 航速   | 動力輸出 | 渦輪主機設計 | 鍋爐數量 | 推進軸 | 續航力          | 燃料  | 主炮                                    | 機槍                    | 魚雷                    | 深水炸彈 | 需求建造工時 |
| -------- | ------- | -------- | ---------- | ------ | -------- | ------------ | -------- | ------ | --------------- | ----- | --------------------------------------- | ----------------------- | ----------------------- | -------- | ------------ |
| A        | 109公尺 | 10公尺   | 1,620噸    | 29.5節 | 26,000   | 秋月級渦輪   | 2        | 單軸   | 18節／6,000海里 | 610噸 | 2座雙連裝127公厘高射炮                  | 5座3連裝25公厘高射機炮  | 6連裝610公厘魚雷管1座   | 36       | 12個月       |
| B        | 110公尺 | 10.2公尺 | 1,720噸    | 31節   | 37,500   | V7型渦輪     | 2        | 單軸   | 18節／6,000海里 | 588噸 | 2座雙連裝127公厘高射炮                  | 6座3連裝25公厘高射機炮  | 4連裝610公厘魚雷管2座   | 36       | 12個月       |
| C        | 110公尺 | 10.2公尺 | 1,820t     | 32kt   | 35,000   | 新型渦輪     | 3        | 雙軸   | 18節／6,000海里 | 634噸 | 2座雙連裝127公厘高射炮                  | 6座3連裝25公厘高射機炮  | 4連裝610公厘魚雷管2座   | 36       | 13個月       |
| D        | 100公尺 | 9.8公尺  | 1,480噸    | 30節   | 26,000   | 秋月級渦輪   | 2        | 單軸   | 18節／3,000海里 | 285噸 | 2座雙連裝127公厘高射炮                  | 5座三連裝25公厘高射機炮 | 4連裝610公厘魚雷管1座   | 36       | 11個月       |
| E        | 92公尺  | 9.1公尺  | 1,085噸    | 28.3節 | 19,000   | 鴻級主機     | 2        | 雙軸   | 18節／3,000海里 | 335噸 | 2座雙連裝8公分高射炮                    | 4座三連裝25公厘高射機炮 | 4連裝610公厘魚雷管1座   | 36       | 10個月       |
| F        | 95公尺  | 9.3公尺  | 1,175噸    | 28節   | 19,000   | 鴻級主機     | 2        | 雙軸   | 18節／3,000海里 | 380噸 | 1座雙連裝127mm高射炮 1座單裝127mm高射炮 | 5座三連裝25公厘高射機炮 | 4連裝610公厘魚雷管1座   | 36       | 10個月       |
| G        | 95公尺  | 9.3公尺  | 1,190噸    | 28節   | 19,000   | 鴻級主機     | 2        | 雙軸   | 18節／3,000海里 | 360噸 | 1座雙連裝127mm高射炮                    | 6座三連裝25公厘高射機炮 | 4連裝610公厘魚雷管1座   | 36       | 10個月       |
| G'       | 95公尺  | 9.3公尺  | 1,180噸    | 28節   | 19,000   | 鴻級主機     | 2        | 雙軸   | 18節／3,000海里 | 340噸 | 1座雙連裝127mm高射炮                    | 6座三連裝25公厘高射機炮 | 4連裝610公厘魚雷管1座   | 36       | 10個月       |
| H        | 97公尺  | 9.4公尺  | 1,235噸    | 27.8節 | 19,000   | 鴻級主機     | 2        | 雙軸   | 18節／3,000海里 | 366噸 | 1座雙連裝127mm高射炮 1座單裝127mm高射炮 | 4座三連裝25公厘高射機炮 | 4連裝610公厘魚雷管1座   | 36       | 10個月       |
| I        | 98公尺  | 9.35公尺 | 1,260噸    | 27.8節 | 19,000   | 鴻級主機     | 2        | 雙軸   | 18節／3,000海里 | 360噸 | 1座雙連裝127mm高射炮 1座單裝127mm高射炮 | 4座三連裝25公厘高射機炮 | 三連裝533公厘魚雷管一座 | 36       | 8個月        |

松型驱逐舰的命名均来自原本用于二等驱逐舰（排水量1000吨以下）的树木名，所以又被戲稱作“雜木林”。但是就服役過該級軍艦的軍官回憶，松級的航海設備較戰爭爆發前完工的艦隊型驅逐艦更新且更完整。
雖然噸位與定位上松級和美國護航驅逐艦近似，但日本研究者認為松級並不是護航驅逐艦。一來，日本在華盛頓海軍條約限制驅逐艦總噸位前，即因預算受限之故在艦隊編成中同時有一等驅逐艦與二等驅逐艦的編制，藉以滿足數量層面要求。一等驅逐艦與二等驅逐艦的差別在於二等驅逐艦性能可靠、但戰力一般；而一等驅逐艦會因要求戰力而使用較前銳的技術。只是在過去艦隊決戰戰略導向為主的日本海軍，為了決戰需求而將造艦重點放在高階驅逐艦的整備。所以在日本海軍的思考中，松級只是重拾二等驅逐艦的角色。
二來，日軍尚有更低階版的簡裝軍艦，稱為海防艦；該艦艇的地位較松級更類似於護航驅逐艦。

## 特点

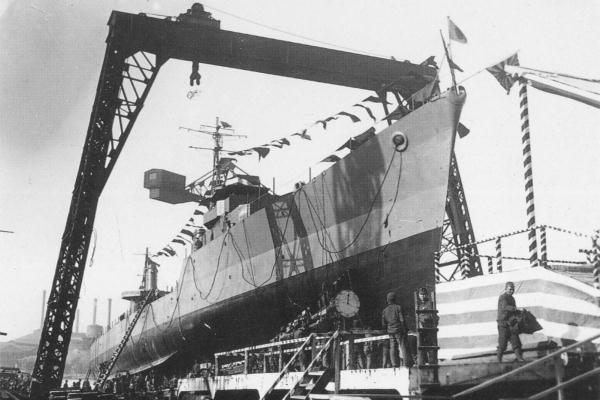
建造中的「桦」。本型的直线船体形状非常容易识别。

### 軍艦設計
為滿足日軍對量的需求，松級大幅簡化設計優化部分，以縮減工期為主要設計導向，同時也接受削減對艦火力、以強化防空、反潛性能任務為導向的武裝配置思路；過往日本軍艦為了追求性能優勢，會整合諸多曲線構造去符合流體力學降低船體阻力，但在松級上幾乎放棄，因此在同等動力輸出時松級的極速會劣於前級艦；除此之外，為了降低阻力特型驅逐艦會刻意控制吃水深度，松級則沒有這個顧慮，以操艦靈活性為優先設計。
松級艦體材質上不使用韌度較高的杜科爾低錳合金結構鋼（Ducol steel、デュコール鋼，日本介紹簡稱DS鋼），而決定使用替代材質；上船殼結構運用高張力鋼板（HT鋼）、水面下的雙重船底部分則換用普通鋼板。為了符合設計安全係數，運用較簡易的材質會增加船體結構重量，但考慮鋼料取得來源較為簡易、加工技術較容易讓其它非軍艦造船廠快速上手，後採取較容易量產的方式造艦。造艦工藝也大量運用過改良的焊接工法，減少造艦時間；不過松級的龍骨、肋骨之主要結構件仍然是以傳統鉚接工序施工，只有在外殼等部分使用焊接工藝技術。

### 动力设置
松級動力來源考慮過三種方案：
1. 運用甲型驅逐艦的高功率輪機（單部出力26,000匹軸馬力），但只裝一部採單軸設計
2. 鴻級魚雷艦的主機，雙軸總出力19,000匹軸馬力
3. 新型主機、雙軸輸出

因設計方案動力有其落差，所以松級的航速設計落於28-32節，續航力則是3,500-6,000海里不等；評估製造複雜度與抗戰損觀點，松級運用技術已經成熟的鴻級魚雷艦主機，到橘級量產時為了加快生產速度取消了中壓渦輪、巡航渦輪，但松級的減速機與鴻級不同，因此在螺旋槳最大每分鐘轉速從520轉降低為400轉。松級也採納最新的艦體設計概念，讓锅炉、动力室间隔的单元布局。
本型的动力配置也与传统的日本舰艇，更著重受創後生存性。一般情况下，日本海军舰船的标准动力配置从舰艏顺序看是“锅炉-主机-减速机”。然而本型在国产舰中首次采用“单元间隔设计”。将动力室分开前后两座，前室为右舷用“锅炉+主机+减速机”，后室为左舷用“锅炉+主机+减速机”交替摆放，因此在外观有前后分开两座细长的烟囱。相较于限制动力区的前后长度以缩短船体，但出现单点故障导致完全无法航行的传统设计而言，这种新的设计方案提高了建造难度，但单舷动力即使遭到破坏依旧可以靠另一边的动力保持航行，提高整舰的生存性（“竹”号曾有机械室中弹后依靠另一边舷的动力保持航行的教训）。当时这种动力设置方法已在法国、美国的驱逐舰至战列舰中广泛采用，成为法、美海军舰船生存能力高的一大要因。。

### 武装
火炮
在特型驅逐艦上，日軍主要使用的是射程長、初速快的三年式12.7公分艦炮，但是該型炮是以對水面目標為導向設計，射速及射控裝置都尚未整合對空功能；因應防空要求，松級換用1930年代以來普及的八九式127公厘高射炮，雖然炮身短，射程不如三年式，但射速更快，且有專用之高射裝置實施對空射擊，也由於八九式可以擔負對空與對水面，雖然損失的射程但增加了作戰彈性，作戰軍官多半是滿意這種調整。本級配備一座雙連裝、一座單裝炮，單裝炮為配備防盾的改良型。
也因為防空任務需求增加，松級艦在設計階段便被要求配备九六式25毫米高射机炮12门以上，松級設計時是4座三联装機炮，隨後在煙囪後方與探照燈臺座又增加單裝機炮槍座，實際服役時光單裝機炮就會裝到12挺以上。這些改變的設計在後續量產的松級艦上也有續裝。
魚雷
松級的原始目的便非對艦作戰考量，原始設計是希望比照現役艦，最後只是聊配一格搭載現役魚雷裝備。
偵蒐装置
原始設計松級搭载九三式水听器与九三式声纳，但量產時配備帝國海軍當時最先進的四式水下聽音器／三式聲納。水下聽音器裝設在艦艏艦底，佔約3公尺長的空間，由於日本戰爭末期電子零件或是機械零件都有品質劣化等問題，無論是聲納還是聽音機實際操作評價都不好。
舰桥上方原始設計设有22号雷达一座，前桅杆還裝有E-27電偵裝置（逆探），在9號艦後在艦體中後段桅杆增裝13号雷达。
勤務艦艇
一般驅逐艦為了通聯等勤務需求會配發自帶動力的小艇（內火艇）或無動力的獨桅縱帆船，松級為了配合兩棲登陸、運補任務等灘岸勤務之需，因此船上配備2艘日軍稱為小發動艇的機械化登陸艇。一部分在南太平洋長期奔波的陽炎級驅逐艦則採用應急改造，讓船上可搭載13公尺級的大發動艇。

## 橘型驱逐艦

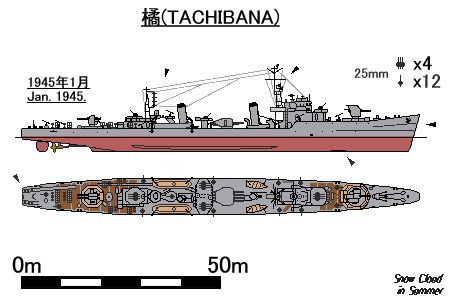
竣工时橘型舰示意图。箭头部分为和松型不同的部分。

### 船体变化
从暂定名第5491号舰（八重樱）开始将基本计划号改为F55B（之前为F55），进行了如下几点简化：
- 舰艉从上半为椭圆型的驱逐舰型艉改成方艉
- 不使用甲板外倾角
- 船底从二层船底变为单层
- 上甲板材料HT钢变为普通钢材
- 全面使用焊接技术
- 舰艏船体向外反向曲面改成直线形状
- 采用多用于海防舰建造中的模块化设计

经过以上简化设计，日本当时得以在5个月内建造完成（如“榧”、“楢”）。其中累积的经验后来沿用至海防舰，确立了现代造船技术，支持日本发展。
另外，本型没有采用日本海军惯用的双曲型舰艏，取而代之使用直线型简易廉价的舰艏，对航速基本没有影响。

## 搭载回天

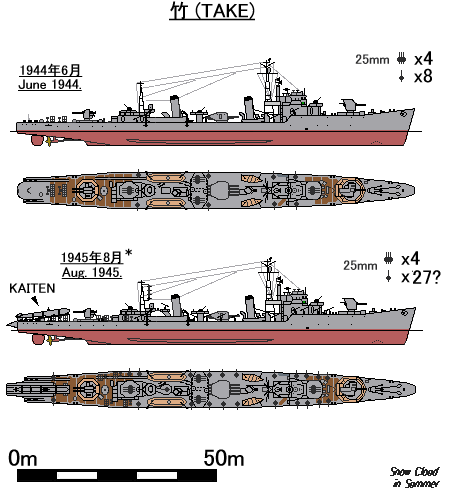
搭载回天一例。下面为终战时（1945年8月）的“竹”号。单装高射机炮与回天的设置为推测。

1945年（昭和20年）4月时，海军行动方针改为特攻作战。接受命令后5月20日，本型所属的第三十一战队将松型驱逐舰与同属秋月型驱逐舰，轻巡洋舰北上、波风编为“海上挺身部队”。松型驱逐舰于尾部搭载一艘自杀式人操鱼雷回天，试图在同盟国军队接近日本本土登陆时的夜战中，对登陆部队实施特攻。
所属于第四一驱逐队的“竹”、“槙”、“桐”、“榧”、“茑”、“椎”与所属于第五二驱逐队的“杉”、“樫”、“枫”、“榆”、“梨”、“萩”各舰从6月起于吴海军工厂进行改装。目前已没有正确的施工记录，无法知晓哪艘在何时进行改装。从战后照片看当时约有10艘舰进行了改装。其中“梨”号在1954年（昭和29年）进行打捞，照片中可以看到搭载回天用的架子。在舰艇引渡记录里“椎”，“榧”均有搭载回天的书面记录。在缺乏重油燃料压力下进行了少数几次训练；7月后更是为了温存战力将“竹”、“榧”、“槙”、“桐”、“茑”隐藏在山口县屋代岛。一个月后在和其他舰同样未投入实战的情况下迎来终战。

## 舰历
1944年（昭和19年）4月28日，首舰“松”号竣工，随后松型驱逐舰相继完工。完成训练后开始投入运输行动。8月8日“松”号沉没。在10月莱特湾海战中“桑”号、“槙”号、“桐”号、“杉”号4艘编入小泽治三郎中将指挥航母护航部队。25日空袭时“槙”号中弹轻度受损，“桑”号因近失弹受损。“桐”号与“杉”号在前一天落伍，因燃料不足先行后退至台湾，途中“桐”号因近失弹受损。
日军在莱特湾海战失败后，仍不断向莱特岛输送增援部队，这个运输行动称为多号作战，松型驱逐舰“竹”号参加其中第5次作战。于11月24日同3艘运输船从马尼拉出港，途中受到空袭导致2艘运输船沉没，留下1艘与“竹”号受损不得不掉头返回马尼拉。
“桑”号、“竹”号参加第7次运输作战。两舰护航运输船3艘于11月30日从马尼拉出港。安全抵达莱特岛奥尔墨克湾，正实施登陆作业时“桑”号与“竹”号与3艘美国驱逐舰展开战斗。战斗中“桑”号被击沉，“竹”号使用鱼雷把美国艾伦·萨姆纳级驱逐舰“库珀”号送进海底。此役中丁型驱逐舰动力配置设计挽救了动力受损的“竹”号。
“梅”号、“桃”号、“杉”号参加第8次运输作战。三舰携2艘驱潜艇护航船队于12月5日从马尼拉出港。7日，在莱特东北部以西的圣伊西德罗登陆时受空袭，“梅”号、“杉”号不同程度受损。之后12月14日“桃”号在马尼拉湾受空袭，15日撤退至台湾途中被美国潜艇击沉。
“桐”号同2艘驱逐舰、2艘驱潜艇参加第9次运输作战。5舰12月9日护航船队从马尼拉出港，途中受空袭其中2艘运输船中弹无法航行。部队指挥泽村成二大佐将部队兵分两路，“桐”号与“夕月”号护航2艘运输船向奥尔墨克湾，登陆中和来袭美国驱逐舰交战。返回途中“桐”号受空袭近失弹损伤，“夕月”号则严重受损无法航行，由“桐”号舰炮处分。
之后日军计划的第10次作战因美军攻占民都洛岛而取消。
12月9日“槙”号护航隼鹰号航空母舰时中雷受损。12月15日美军于民都洛岛南侧聖荷西附近登陆。日军为阻止登陆立刻令舰队出击，行动代号礼号作战，舰队由足柄号重巡洋舰、大淀号轻巡洋舰等组成，其中有3艘松型驱逐舰，“榧”号、“杉”号、“樫”号。舰队于12月24日从金兰湾出发，虽在途中损失“清霜”，而作战行动成功。
1945年1月4日“桧”号与“枞”号从圣雅克护航“生田川丸”进入马尼拉，第二天2舰在马尼拉湾受空袭，造成“枞”号沉没，“桧”号无法航行；“桧”号在紧急修理后返回马尼拉港，7日再度出港遭遇4艘美国驱逐舰，在交战中被击沉。1月31日“汐风”号、“梅”号、“枫”号前往菲律宾救援船员，途中在台湾南方海域受空袭，3舰均受损。因“梅”号无法航行而由“汐风”号舰炮处分，剩余2艘返回高雄。
4月“榧”号与“槙”号同“花月”号一起跟随“大和”号出动前往冲绳。
在此以后，松型驱逐舰再无机会出击，在本土周边海域行动中因水雷、空袭等接连被害。5月25日，“樱”号在下关湾触雷，7月11日在纪淡海峡附近再次触雷，沉没。6月5日，“椎”号在丰后水道触雷。6月26日“榎”号在小浜灯台附近触雷坐沉。6月30日“楢”号在下关湾触雷。
6月22日在濑户内海空袭中，“榆”号中度受损。7月14日“橘”号在函馆港内被空袭炸沉。“柳”号在津轻海峡轰炸严重受损。24日“桦”号、“萩”号、“椿”号在濑户内海空袭中受损。28日“梨”号中弹沉没。

## 终战后
战争结束时本型有18艘仍在可以航行状态，于是被征用用于战后复员运输，后来作为赔偿引渡至其他国家。中国、苏联等国家将接收后的军舰编入自国海军。此外一部分未建成舰被用于防波堤。
橘型中沉没的一艘“梨”号在战后打捞起来，作为海上自卫队护卫舰“若叶”就役。是战后日本海军中唯一一艘驱逐舰。改名的原因是汉字“梨”对应的假名易被误解为（无、没有的意思）。

## 同級舰
括号内为造船廠。舞鹤=舞鶴海军工厂、横须贺=横须贺海军工厂、藤永田=藤永田造船所、川崎神户=川崎重工业神户工厂（舰船工厂）。
松型
1. 松（日语：松 (松型駆逐艦)）：1944年4月28日竣工（舞鹤）。同年8月4日于父岛附近沉没。
2. 竹：1944年6月16日竣工（横须贺）。终战时幸存。作为赔偿引渡至英国。
3. 梅（日语：梅 (松型駆逐艦)）：1944年6月28日竣工（藤永田）。1945年1月31日在台湾南方沉没。
4. 桃（日语：桃 (松型駆逐艦)）：1944年6月10日竣工（舞鶴）。同年12月15日于林加延湾西方沉没。
5. 桑（日语：桑 (松型駆逐艦)）：1944年7月25日竣工（藤永田）。同年12月3日于奥尔默克湾沉没。
6. 桐（日语：桐 (松型駆逐艦)）：1944年8月14日竣工（横须贺）。终战时幸存。作为赔偿引渡至苏联。
7. 杉（日语：杉 (松型駆逐艦)）：1944年8月25日竣工（藤永田）。终战时幸存。作为赔偿引渡至中国。
8. 槙（日语：槇 (松型駆逐艦)）：1944年8月10日竣工（舞鶴）。终战时幸存。作为赔偿引渡至英国。
9. 枞（日语：樅 (松型駆逐艦)）：1944年9月3日竣工（横须贺）。1945年1月5日于马尼拉附近沉没。
10. 樫（日语：樫 (松型駆逐艦)）：1944年9月30日竣工（藤永田）。终战时幸存。作为赔偿引渡至美国。
11. 榧（日语：榧 (松型駆逐艦)）：1944年9月30日竣工（舞鶴）。终战时幸存。作为赔偿引渡至苏联。
12. 楢（日语：楢 (松型駆逐艦)）：1944年11月26日竣工（藤永田）。终战时舰艉损伤。
13. 樱（日语：桜 (松型駆逐艦)）：1944年11月25日竣工（横须贺）。1945年7月11日于和泉滩沉没。
14. 柳（日语：柳 (松型駆逐艦)）：1945年1月18日竣工（藤永田）。终战时严重受损。
15. 椿（日语：椿 (松型駆逐艦)）：1944年11月30日竣工（舞鶴）。终战时中度受损。
16. 桧（日语：檜 (松型駆逐艦)）：1944年9月30日竣工（横须贺）。1945年1月7日于马尼拉附近沉没。
17. 枫（日语：楓 (松型駆逐艦)）：1944年10月30日竣工（横须贺）。终战时幸存。作为赔偿引渡至中国。
18. 榉（日语：欅 (松型駆逐艦)）：1944年12月15日竣工（横须贺）。终战时幸存。作为赔偿引渡至美国。

橘型
1. 橘（日语：柿 (橘型駆逐艦)）：1945年1月20日竣工（横须贺）。同年7月14日于函馆港内沉没。
2. 柿（日语：樺 (橘型駆逐艦)）：1945年3月5日竣工（横须贺）。终战时幸存。作为赔偿引渡至美国。
3. 樺（日语：橘 (橘型駆逐艦)）：1945年5月29日竣工（藤永田）。终战时幸存。作为赔偿引渡至美国。
4. 蔦（日语：蔦 (橘型駆逐艦)）：1945年2月8日竣工（横须贺）。终战时幸存。作为赔偿引渡至中国。
5. 萩（日语：萩 (橘型駆逐艦)）：1945年3月1日竣工（横须贺）。终战时幸存。作为赔偿引渡至英国。
6. 菫（日语：菫 (橘型駆逐艦)）：1945年3月26日竣工（横须贺）。终战时幸存。作为赔偿引渡至英国。
7. 楠（日语：楠 (橘型駆逐艦)）：1945年4月28日竣工（横须贺）。终战时幸存。作为赔偿引渡至英国。
8. 初櫻（日语：初桜 (駆逐艦)）：1945年5月28日竣工（横须贺）。终战时幸存。作为赔偿引渡至苏联。
9. 楡（日语：楡 (橘型駆逐艦)）：1945年1月31日竣工（舞鶴）。终战时中度受损。
10. 梨：1945年3月15日竣工（川崎神户）。同年7月28日于山口县柳井附近沉没。战后打捞修复后作为若叶号护卫舰再就役。
11. 椎（日语：椎 (駆逐艦)）：1945年3月13日竣工（舞鶴）。终战时幸存。作为赔偿引渡至苏联。
12. 榎（日语：榎 (橘型駆逐艦)）：1945年3月31日竣工（舞鶴）。同年6月26日于小浜灯台附近严重受损搁浅。
13. 雄竹（日语：雄竹 (駆逐艦)）：1945年5月15日竣工（舞鶴）。终战时幸存。作为赔偿引渡至美国。
14. 初梅（日语：初梅 (駆逐艦)）：1945年6月18日竣工（舞鶴）。终战时幸存。作为赔偿引渡至中国。

中止建造
1. 八重樱（やえざくら）：1945年3月17日下水（横须贺）。6月23日中止。
2. 矢竹：1945年1月2日起工（横须贺）。4月17日中止。
3. 葛：1945年3月20日起工（横须贺）。4月17日中止。
4. 桂：1945年6月23日下水（藤永田）。同日中止。
5. 若櫻：1945年1月15日起工（藤永田）。5月11日中止。
6. 梓：1944年12月29日起工（横须贺）。1945年4月17日中止。
7. 栃：1945年5月28日下水（舞鶴）。5月18日中止。（为留出船台而下水）战后船体用于构筑秋田港防波堤，在1975年（昭和50年）伴随扩港施工而拆除。
8. 菱：1945年2月10日起工（舞鶴）。4月17日中止。
9. 榊：1944年12月29日起工（横须贺）。1945年4月17日中止。

未成艦
1. 早梅
2. 飛梅
3. 藤
4. 山桜
5. 葦
6. 篠竹
7. 蓬
8. 葵
9. 白梅
10. 菊
11. 柏
12. 黄菊
13. 初菊
14. 茜
15. 白菊
16. 千草
17. 若草
18. 夏草
19. 秋草
20. 薄
21. 野菊
22. 4821号舰
23. 4822号舰
24. 4823号舰
25. 4824号舰
26. 4825号舰
27. 4826号舰
28. 4827号舰
29. 4828号舰
30. 4829号舰
31. 4830号舰
32. 4831号舰
33. 4832号舰

## 其他
1943年末曾计划以丁型为基础建造一等运输舰。在设计阶段流用了船体前半部分。